# ساريلوماب
ساريلوماب(Sarilumab)، الذي يُباع تحت الاغسم التجاري كيفزارا (Kevzara)، هو دواء يستخدم لعلاج التهاب المفاصل الروماتويدي (RA).  تحديدا لحالات المرض المعتدل إلى الشديد و خاصة عندما لا تنجح العلاجات الأخرى.  كما و يمكن استخدامه أيضًا لعلاج حالات كوفيد-19 الشديدة عندما لا يتوفر توسيليزوماب(tocilizumab) .  و يؤخذ عن طريق الحقن تحت الجلد . 
الأثار الجانبية الأكثر شيوعًا العقار تشمل العدوى.  كما و قد تشمل الآثار الجانبية الأخرى انخفاض العدلات و انخفاض الصفائح الدموية و الدهون غير الطبيعية و مشاكل الكبد و ردود الفعل التحسسية والسرطان كذلك.  و قد يسبب ألما في موقع الحقن.  و هو جسم مضاد وحيد النسيلة يرتبط بمستقبل إنترلوكين -6 و يحجبه. 
تمت الموافقة على استخدام ساريلوماب طبيًا في الولايات المتحدة و كذلك في أوروبا في عام 2017.   في الولايات المتحدة تبلغ تكلفته حوالي 7700 دولار أمريكي شهريًا اعتبارًا من عام 2021.  في المملكة المتحدة، يكلف هذا المقدار هيئة الخدمات الصحية الوطنية حوالي 1800 جنيه إسترليني.  في كندا تبلغ التكلفة الشهرية حوالي 1500 دولار كندي اعتبارًا من عام 2017. 